# Titus als monnik
Titus als monnik is een schilderij van de Nederlandse schilder Rembrandt in het Rijksmuseum in Amsterdam.

## Voorstelling
Het monochrome schilderij komt uit de late periode van de schilder en bevat kleine geschetste strepen. Zoals in vele andere werken van Rembrandt staat zijn zoon Titus model, vaak als historisch of mythologisch figuur. Er zijn bronnen die het karakter identificeren als Franciscus van Assisi.

## Toeschrijving en datering
Het werk is linksonder gesigneerd ‘Rembrandt / f.[ecit] 1660’.

## Herkomst
Het werk bevond zich eind 18e eeuw mogelijk in Parijs. Hier werd op 8 maart 1780 een ‘Capucin vu à mi-corps’ (halffiguur van een kapucijner monnik) en op 1 februari 1786 op de verkoping van de collectie van Charles-Paul-Jean-Baptiste de Bourgevin Vialart de Saint-Morys een ‘Religieux représenté à mi corps & en méditation’ (halffiguur van een geestelijke in gebed) van Rembrandt geveild. Of het hier om Titus als monnik gaat is niet duidelijk.
In 1800 wordt het werk vermeld in de catalogus van de verzameling van Alexander Sergejevitsj Stroganov in Sint-Petersburg. Het bleef in het bezit van de familie Stroganov tot de Russische Revolutie in 1917. Dat jaar werd de verzameling van Sergej Aleksandrovitsj Stroganov door de bolsjewieken in beslag genomen. Vervolgens werd het overgebracht naar het huidige Poesjkinmuseum in Moskou, een van de staatsmusea van Rusland. Op 10 juli 1933 werd het schilderij in het geheim door de regering van de Sovjet-Unie via kunsthandel Colnaghi & Co. verkocht aan het Rijksmuseum Amsterdam samen met het schilderij De verloochening van Petrus. Deze aankoop kwam tot stand met steun van de Vereniging Rembrandt.
Adriaantje Hollaer · Ahasveros en Haman aan het feestmaal van Esther · De anatomische les van Dr. Deijman · De anatomische les van Dr. Nicolaes Tulp · Andromeda aan de rots geketend · Aristoteles bij de buste van Homerus · Artemisia · Badende vrouw · Bathseba met de brief van koning David · De blindmaking van Simson · De brillenverkoper · Buitenlandse admiraal · Christus in de storm op het meer van Galilea · Christus met een staf · Danaë · David en Uria · De doop van de kamerling · Het feestmaal van Belsazar · Flora · Gelijkenis van de rijke dwaas · Historiestuk · Jacob zegent de zonen van Jozef · Jeremia treurend over de verwoesting van Jeruzalem · Het Joodse bruidje · De maaltijd in Emmaüs · Marten Soolmans en Oopjen Coppit · Mozes en de tafelen der wet · De Nachtwacht · Het offer van Abraham (1635) · Pallas Athene · Portret van een man met handschoenen in de hand · Portret van een man · Portret van Amalia van Solms · Portret van Baertje Martens · Portret van Herman Doomer · Portret van Jan Six · Portret van Johannes Wtenbogaert · Portret van Maurits Huygens · De samenzwering van de Bataven onder Claudius Civilis · De schilder in zijn atelier · De Staalmeesters · De steniging van de Heilige Stefanus · Terugkeer van de verloren zoon · Titus aan de lezenaar · Titus als monnik · De Vaandeldrager · De verloochening van Petrus · De verloren zoon in een herberg · Het vertrek van de Sunammitische vrouw · De vlucht naar Egypte · De vlucht naar Egypte · Zelfportret op jeugdige leeftijd (ca. 1628) · Zelfportret met twee cirkels · Zelfportret als de apostel Paulus